# 奇跡との出会い。-心に寄り添う。3-
『奇跡との出会い。-心に寄り添う。3-』（きせきとのであい。こころによりそう。さん）は、2020年8月28日公開されたARI Productionによる日本のドキュメンタリー映画。企画は大川隆法、希島凛と市原綾真がナビゲーターを務める『心に寄り添う。』シリーズ第3弾。「幸福の科学」で発生したとされる現象をまとめたもの。

## 概要
幸福の科学の劇場映画としては第19作目。本作のテーマは「奇跡」。
1986年10月の「幸福の科学」設立以来、百万を超える数多くの奇跡の報告が教団本部に寄せられている。その寄せられた事例で記録の整っている体験談、教団 幸福の科学の会員信者からの実体験から1200件以上の事例を調査し、専門医師団からもメディカルファクトチェックを行って映像化を行ったとされる。
2019年の映画『世界から希望が消えたなら。』で描かれた、大川隆法の復活現象が発生したとされる2004年5月以降は、奇跡現象の報告が急増していると幸福の科学は称している。

### 上映・公開
2020年8月28日日本国内の映画館103館で公開。
2020年8月31日、興行通信社の調査による8月29日30日の「週末興行成績」集計で、ランキング外の11位となった。

## 登場人物
希島凛
ドキメンタリーのナビゲーター役、奇跡体験者へのインタビューアー役。
市原綾真
ナビゲートの補佐役。奇跡体験者へのインタビューアー役。
木村謙介
医師。メディカルファクトチェック、奇跡現象の解説。
河野克典
奇跡体験者の担当医師、奇跡現象の解説。

## スタッフ
- 企画：大川隆法
- 監督：奥津貴之
- 総合プロデューサー：濱田勇作
- プロデューサー：橋詰太泰
- 音楽：水澤有一
- 撮影：山田浩範
- 録音：大崎里奈
- 編集：田蕐井健二
- オンライン編集：阿部理
- ミキサー：小林裔
- サウンドエンジニア：渡部未佳
- サウンドコーディネート：志田直之
- 主題歌・挿入歌プロデューサー：中田昭利、小原宣雄
- 音楽協力：田畑直之
- 製作：ARI Production
- 製作協力：ニュースター・プロダクション

## 受賞・評価
- 国際インディペンデント映画賞 2020年春期
  - 長編ドキュメンタリー部門 ゴールド賞
  - コンセプト部門 ゴールド賞
- 2020年下半期インパクトドキュメンタリー映画賞 長編ドキュメンタリー部門 特別功労賞
- ウィズアウトボーダー・ドキュメンタリー映画祭（USA・デラウェア州）2020年夏季
  - 信仰部門優秀賞
  - 観客インパクト部門 メッセージ優秀賞
  - 観客インパクト部門 モチベーション／インスピレーション優秀賞

## 主題歌・挿入歌
- 主題歌「奇跡との出会い。」

作詞・作曲：大川隆法
編曲：大川咲也加、水澤有一、田畑直之
歌：篠原紗英
- イメージソング「悲しみから喜びへ」

作詞・作曲：大川隆法
編曲：大川咲也加、水澤有一、原田汰知
歌：恍多
- 挿入歌「ときめきの時」

作詞・作曲：大川隆法
編曲：大川咲也加、水澤有一、古賀晃人
歌：TOKMA

## 音楽ソフト
- CD『奇跡との出会い。』

レーベル：ARI MUSIC（発刊元 アリ・プロダクション）
収録曲：1.「奇跡との出会い。」、2.「奇跡との出会い。」 (インストゥルメンタル)
発売日：2020年4月28日
型番： C 490
EAN 4582316051441、JAN 4582316051441、ASIN B086TF77RF
- CD『悲しみから喜びへ』

レーベル：ニュースター・プロダクション
収録曲：1.「悲しみから喜びへ」5:13、2.「悲しみから喜びへ」 (インストゥルメンタル)　5:13
発売日：2020年6月30日
型番： C 498
EAN 4582316051519、JAN 4582316051519、ASIN B089QY5ZWC
- CD『ときめきの時』

レーベル：ARI MUSIC（発刊元 アリ・プロダクション）
収録曲：1.「ときめきの時」、2.「ときめきの時」 (インストゥルメンタル)
発売日：2020年5月18日
型番：C 492
EAN 4582316051465、JAN 4582316051465、ASIN B087GDYFH5
- CD『ドキュメンタリー映画「奇跡との出会い。―心に寄り添う。3―」オリジナル・サウンドトラック』

2枚組CD
レーベル：ARI MUSIC（発刊元 アリ・プロダクション）
収録曲：〔Disk1〕
1. 奇跡との出会い。　歌:篠原紗英
2. 悲しみから喜びへ　歌:恍多
3. ときめきの時　歌:TOKMA
4. 奇跡との出会い。(Piano Ver.)
5. 奇跡との出会い。(Instrumental)
6. 悲しみから喜びへ (Instrumental)
7. ときめきの時 (Instrumental)
〔Disk2〕
1. 幾星霜
2. ぬくもりの光
3. 悲しみの中で
4. ハッピー・ピチカート
5. Aqua sphere
6. 心の奥に
発売日：2020年8月25日
型番：C 503
EAN 4582316051588、JAN 4582316051588、ASIN B08FCQDB9H